# Nhà thờ Thánh Nicôla ở Ruská Bystrá
Nhà thờ Thánh Nicôla ở Ruská Bystrá là một nhà thờ Công giáo Hy Lạp nằm ở làng Ruská Bystrá, huyện Sobrance, Košice, Slovakia. Nó là một trong số các nhà thờ được UNESCO công nhận Di sản thế giới từ năm 2008 với tên gọi "Các nhà thờ gỗ tại Vùng núi Karpat thuộc Slovakia".

## Lịch sử
Nhà thờ được xây dựng bằng gỗ vào năm 1730 bởi các giáo dân trên ngọn đồi của làng dưới thời trị vì của Hoàng đế Karl VI Gia tộc Habsburg.
Nhà thờ được tuyên bố là di tích văn hóa quốc gia của Tiệp Khắc vào năm 1968 cùng với 26 nhà thờ khác với tên gọi Các nhà thờ gỗ Đông Slovakia.